# Meereschemie
Die Meereschemie ist ein Teilgebiet der Chemie und der Meereskunde, welches sich mit den Eigenschaften des Meerwassers, seinen Inhaltsstoffen und den Umwandlungen, die im Wasser stattfinden oder durch das Wasser verursacht werden, beschäftigt.

## Geschichte
Im Jahre 1772 liefert Lavoisier die erste zuverlässige Analyse von Meerwasser. Er versucht auch einige der Bestandteile zu isolieren.
1865 fand Georg Forchheimer, dass die Hauptbestandteile des Meerwassers stets in gleichem Verhältnis zueinander stehen. Die große Challenger-Expedition 1872 bis 1876 brachte den Beweis, dass weltweit die Bestandteile des Meerwassers in einem konstanten Verhältnis vorliegen. Die mittlere Salinität des Meerwassers ist relativ konstant und beträgt durchschnittlich 3,47 %; das sind 34,7 g pro kg Wasser. Im Bereich von Süßwasserzuflüssen kommt es zu allerdings einer Abnahme dieser Konzentration und zu Brackwasserbildung (mixohalin).

## Forschungsschwerpunkte
Einen Schwerpunkt der modernen Meereschemie bilden oft umweltrelevante Untersuchungen zur Umwandlung natürlicher und anthropogener Wasserinhaltsstoffe sowie deren Einfluss auf marine Ökosysteme. Dabei werden vielschichtige Fragestellungen verfolgt, etwa der Einfluss von Düngemitteln und die daraus resultierende anthropogene Eutrophierung, die Folgen von Eingriffen in marine Systeme durch marinen Bergbau, Verklappung, Schiffsunglücke, Pipeline- und Kabeltrassenbau oder auch Tourismus.
In jüngster Zeit hat das interdisziplinäre Lohafex-Experiment Aufmerksamkeit erlangt, bei unter anderem der Einfluss von Eisendüngung auf die Bildung von Plankton und den Kohlenstoffkreislauf untersucht wird.

## Zeitschriften
- Marine Chemistry, An International Journal for Studies of all Chemical Aspects of the Marine Environment, herausgegeben bei Elsevier